# موگرس
موگرس (به آلمانی: Möggers) یک منطقهٔ مسکونی در اتریش است که در ناحیه برگنتس واقع شده‌است. موگرس ۱۱٫۴۴ کیلومتر مربع مساحت دارد ۹۴۸ متر بالاتر از سطح دریا واقع شده‌است.